# Mang chủng
Mang chủng hay Măng chủng (phồn thể: 芒種; giản thể: 芒种; bính âm: ‘‘mángzhǒng’’) là một trong 24 tiết khí của các lịch Trung Quốc, Việt Nam, Nhật Bản, Triều Tiên. Nó thường bắt đầu vào khoảng ngày 5 hay 6 tháng 6 dương lịch, khi Mặt Trời ở xích kinh 75° (kinh độ Mặt Trời bằng 75°). Đây là một khái niệm trong công tác lập lịch của các nước Đông Á chịu ảnh hưởng của nền văn hóa Trung Quốc cổ đại. Ý nghĩa của tiết khí này, đối với vùng Trung Hoa cổ đại, là Ngũ cốc trổ bông. Đối với người nông dân Việt Nam, nó còn là khi người ta nhìn thấy chòm sao Tua Rua (chòm sao Kim Ngưu) mọc.
Theo quy ước, tiết mang chủng là khoảng thời gian bắt đầu từ khoảng ngày 5 hay 6 tháng 6 khi kết thúc tiết tiểu mãn và kết thúc vào khoảng ngày 21 hay 22 tháng 6 trong lịch Gregory theo các múi giờ Đông Á khi tiết hạ chí bắt đầu. Còn ở Nam bán cầu, tiết mang chủng kéo dài từ 7 hay 8 tháng 12 cho đến điểm hạ chí ở bán cầu này (21 hoặc 22 tháng 12).
Lịch Trung Quốc, cũng như lịch ở các nước Đông Á cổ đại bao gồm Việt Nam, bị nhiều người lầm là âm lịch thuần túy, dẫn đến ngộ nhận về việc tiết khí nói chung và Mang chủng nói riêng được tính theo chu kỳ của Mặt Trăng quay xung quanh Trái Đất. Trên thực tế lịch Trung Quốc cổ đại là một loại âm dương lịch, trong đó tiết khí, từ thời Hán Vũ Đế, đã được tính theo vị trí của Trái Đất trong chu kỳ chuyển động trên quỹ đạo xung quanh Mặt Trời. Theo cách tính hiện đại, với điểm xuân phân là gốc có kinh độ Mặt Trời bằng 0°, thì thời điểm bắt đầu hay diễn ra tiết mang chủng ứng với kinh độ Mặt Trời bằng 75°. Ngày diễn ra hay bắt đầu tiết mang chủng do vậy được tính theo cách tính của dương lịch hiện đại và nó thông thường rơi vào ngày 5 hay 6 tháng 6 dương lịch tùy theo từng năm. Tiết khí đứng ngay trước mang chủng là tiểu mãn và tiết khí kế tiếp sau là hạ chí.